# George Macdonogh
Sir George Mark Watson Macdonogh, GBE, KCB, KCMG (* 4. März 1865 in Sunderland, County Durham; † 10. Juli 1942 in Teddington, London) war ein britischer Offizier der British Army, der als Generalmajor während des Ersten Weltkrieges zwischen 1916 und 1918 Generaldirektor für Mobilisierung und militärischen Nachrichtendienst sowie als Generalleutnant von 1918 bis 1922 Generaladjutant des Heeres (Adjutant-General to the Forces) war.

## Leben
George Mark Watson Macdonogh absolvierte eine Offiziersausbildung an der Royal Military Academy Woolwich und wurde nach deren Abschluss 1884 als Leutnant der Royal Engineers in die British Army übernommen. Nach zahlreichen Verwendungen als Offizier wurde er nach seiner Beförderung zum Oberst 1912 Offizier im Imperialen Generalstab. Nach Beginn des Ersten Weltkrieges wurde er als Leitender Nachrichtendienstoffizier im Stab des Oberkommandierenden der Britischen Expeditionsstreitkräfte BEF (British Expeditionary Force), Feldmarschall John French, nach Frankreich versetzt. Er verblieb auch nach dem Amtsantritt von General William Robertson als Chef des Stabes der BEF im Januar 1915 in Frankreich. Aufgrund seines römisch-katholischen Glaubens hatte er jedoch trotz seiner umfassenden Kenntnisse innerhalb der Militärführung zahlreiche Widersacher wie den Kommandierenden General des I. Korps (I Corps), General Douglas Haig, der im Dezember 1915 Nachfolger von French als Oberkommandierender der Britischen Expeditionsstreitkräfte wurde. Nachdem Haig im Dezember als Nachfolger Frenchs zum Oberbefehlshaber der BEF ernannt worden war, neigte dieser dazu, Macdonoghs Rat mit einiger Verachtung zu betrachten, und zog es vor, sich auf die optimistischeren (und weniger präzisen) Aussagen seines neuen Chief Intelligence Officer John Charteris zu stützen.
Dies führte dazu, dass Macdonogh Ende 1915 nach Großbritannien zurückkehrte, nachdem General William Robertson, der in Frankreich seine zuverlässigen Dienste schätzen gelernt hatte, im Dezember 1915 Chef des Imperialen Generalstabes wurde. Macdonogh wurde zum Generalmajor befördert und übernahm im Januar 1916 das neu geschaffene Amt als Generaldirektor für Mobilisierung und militärischen Nachrichtendienst (Director-General of Mobilisation and Military Intelligence) und hatte dieses bis September 1918 inne, woraufhin Generalmajor William Thwaites seine Nachfolge antrat. Am 1. Januar 1917 wurde er zum Knight Commander des Order of St Michael and St George (KCMG) geschlagen und führte seither den Namenszusatz „Sir“. Kurz vor Ende des Ersten Weltkrieges wurde er im September 1918 als Nachfolger von General Nevil Macready neuer Generaladjutant des Heeres (Adjutant-General to the Forces) und war als solcher bis zu seiner Ablösung durch General Philip Chetwode im September 1922 tätig. 1919 wurde er ebenfalls zum Generalleutnant befördert und am 5. Juni 1920 auch zum Knight Commander des Order of the Bath (KCB) geschlagen. Für seine langjährigen Verdienste wurde er am 17. Juli 1925 zudem zum Knight Grand Cross des Order of the British Empire (GBE) geschlagen.